# Taenionema japonicum
Taenionema japonicum är en bäcksländeart som först beskrevs av Okamoto 1922.  Taenionema japonicum ingår i släktet Taenionema och familjen vingbandbäcksländor. Inga underarter finns listade i Catalogue of Life.